# Mariusz Pudzianowski

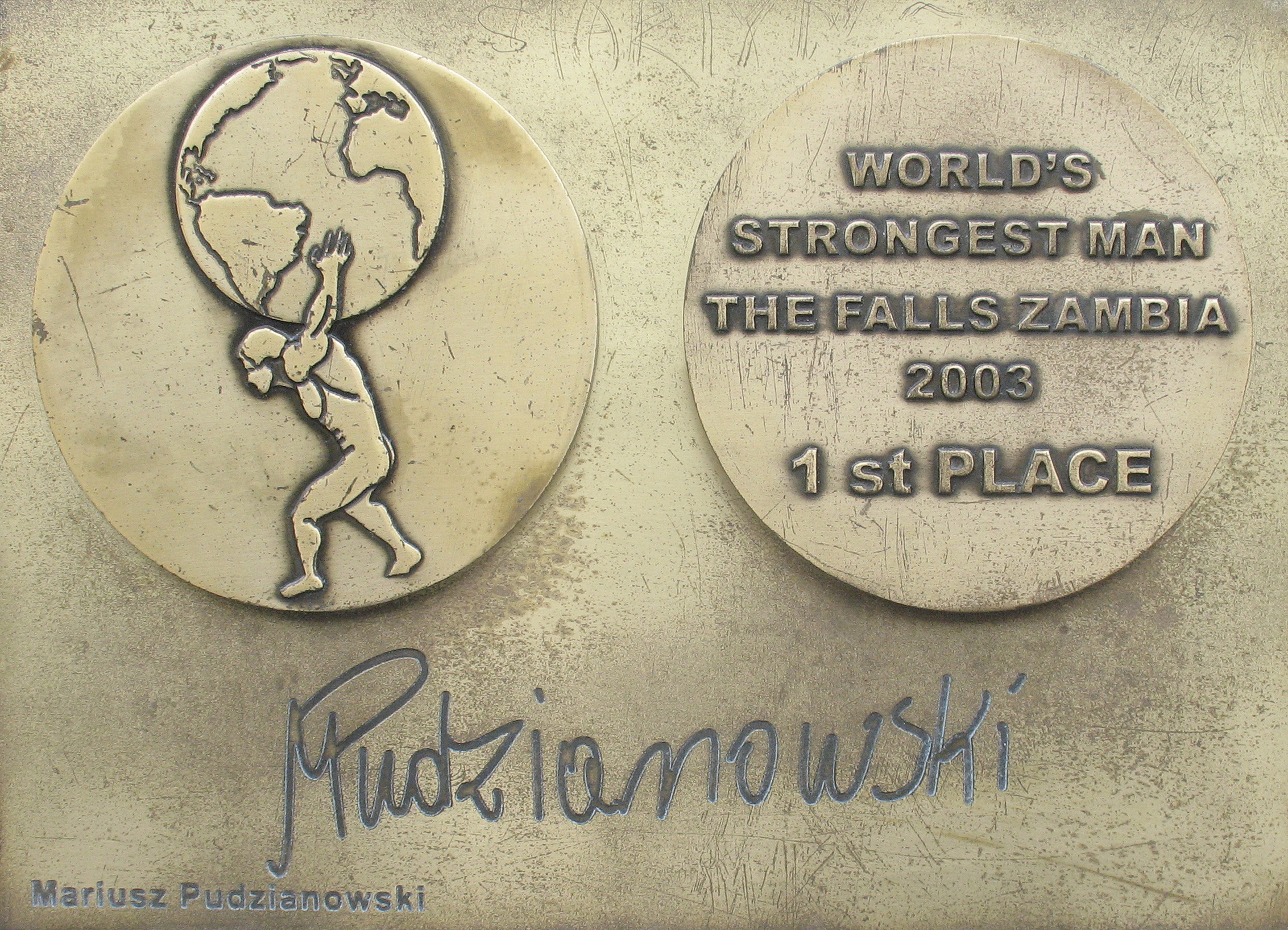
Kopia medalu i autografu M. Pudzianowskiego w Alei Gwiazd Sportu w Dziwnowie

Mariusz Zbigniew Pudzianowski ps. Pudzian, Dominator, Pyton, Pudzilla (ur. 7 lutego 1977 w Białej Rawskiej) – polski zawodnik mieszanych sztuk walki (MMA), wcześniej utytułowany strongman i rugbysta.
Ośmiokrotny Mistrz Polski Strongman. Sześciokrotny Mistrz Europy Strongman w latach 2002–2004 i 2007–2009. Pięciokrotny Mistrz Świata Strongman w latach 2002, 2003, 2005, 2007 i 2008. Trzykrotny drużynowy Mistrz Świata Par Strongman w latach 2003–2005. Mistrz Super Serii w sezonach 2003/2004, 2005–2007. Zwycięzca i finalista wielu innych zawodów siłaczy.

## Życiorys
Ma dwóch braci: Krystiana i Dominika, którzy także są związani ze sportami siłowymi. Jest synem Marii Pudzianowskiej i sztangisty Wojciecha Pudzianowskiego, który był jego pierwszym trenerem sportów siłowych.
Rozpoczął treningi siłowe, będąc w szkole podstawowej. W wieku 16 lat wystartował w mistrzostwach Polski w wyciskaniu sztangi leżąc, został czterokrotnym mistrzem Polski w tej dyscyplinie. Trenował także karate kyokushin (posiada 4 kyu) i boks, jednak przed 11 grudnia 2009 nie stoczył żadnej oficjalnej walki. Dorabiał, pracując jako ochroniarz w patrolu interwencyjnym firmy Juwentus w Warszawie. Był zawodnikiem rugby Budowlanych Łódź. Od 1999 był strongmanem.
W 2000 został skazany na karę 2,5 roku pozbawienia wolności za pobicie, po odbyciu 1 roku i 7 miesięcy kary uzyskał warunkowe przedterminowe zwolnienie.
Przed wyborami parlamentarnymi oraz prezydenckimi w 2005 brał udział w kampanii wyborczej Samoobrony RP i Andrzeja Leppera.
27 maja 2008 ukończył studia wyższe, uzyskując tytuł zawodowy licencjata w Społecznej Wyższej Szkoły Przedsiębiorczości i Zarządzania w Łodzi dzięki obronie pracy dyplomowej pt. „Kultura organizacyjna w marketingu sportowym na świecie”. 9 czerwca 2010 uzyskał tytuł magistra w Społecznej Wyższej Szkole Przedsiębiorczości i Zarządzania w Łodzi, uzyskując ocenę dobrą.
Mieszka pod Białą Rawską. Angażuje się w różne przedsięwzięcia biznesowe; jest właścicielem firmy transportowej Pudzianowski Transport i Domu Weselnego w Białej Rawskiej.
W styczniu 2025 roku poparł kandydaturę Grzegorza Brauna w wyborach prezydenckich.

## Kariera strongmana

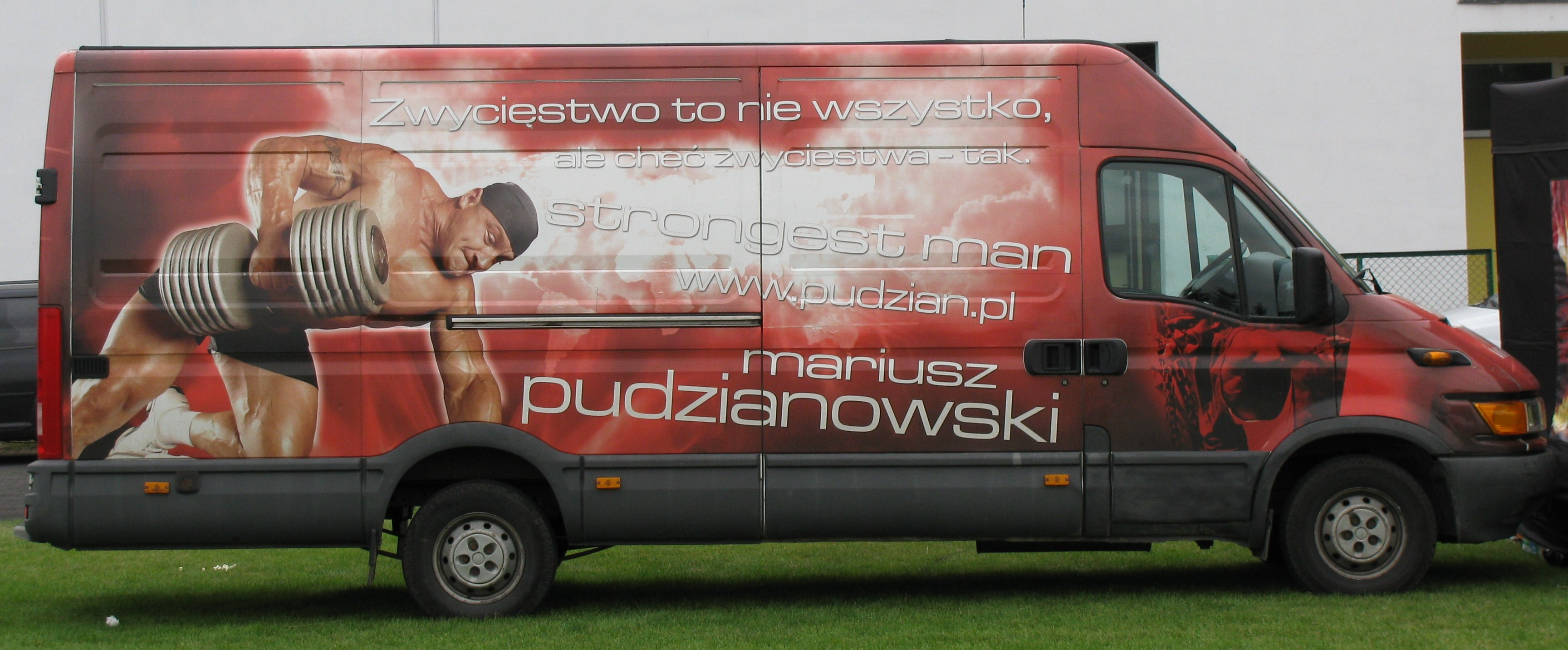
Mariusz Pudzianowski w 2009

W zawodach Strongman zadebiutował 1 maja 1999 podczas konkursu w Płocku. Jest zrzeszony w światowej federacji siłaczy WSMC (The World Strongman Cup Federation).
Wraz z Jarosławem Dymkiem, na Drużynowych Mistrzostwach Świata Par Strongman 1999, zdobył reprezentując Polskę pierwszy w historii kraju medal w sporcie Strongman. Jest pierwszym i dotychczas jedynym Polakiem, który zdobył tytuł Najsilniejszego Człowieka na Świecie i pierwszym spoza USA i Europy Zachodniej, który zdobył ten tytuł.
W czasie pobytu w zakładzie karnym nie brał udziału w zawodach, m.in. nie mógł uczestniczyć w Mistrzostwach Europy Strongman 2001, Mistrzostwach Świata Strongman 2001 i Drużynowych Mistrzostwach Świata Par Strongman 2001.
Został Mistrzem Super Serii w sezonach 2003/2004, 2005, 2006 i 2007.
Wziął udział trzykrotnie w zawodach siłaczy Arnold Strongman Classic, rozgrywanych w Columbus (USA), w latach 2003, 2004 i 2006.
Od 2005 organizuje własny cykl dorocznych zawodów siłaczy zwanych Pojedynkiem Gigantów. Zawody rozgrywane są na początku roku w Łodzi.
Z powodu kontuzji (naderwanie bicepsu) nie mógł wziąć udziału w Mistrzostwach Polski Strongman 2005 i Mistrzostwach Europy Strongman 2005.
14 września 2008 na Mistrzostwach Świata Strongman 2008, pomimo kontuzji, zdobył kolejny tytuł Mistrza Świata Strongman i tym samym stał się pierwszym zawodnikiem posiadającym pięć tytułów Najsilniejszego Człowieka Świata.
Największym rywalem Pudzianowskiego na światowych arenach był Litwin, Žydrūnas Savickas, natomiast w obrębie własnej federacji Amerykanin, Derek Poundstone. Od połowy 2006 Pudzianowski nie dążył do pojedynku z Savickasem, a pierwsza sportowa konfrontacja nastąpiła na Mistrzostwach Świata Strongman 2009.
28 lutego 2009, podczas Piątego Pojedynku Gigantów, doznał zerwania bicepsu i w wyniku tej kontuzji został na kilka miesięcy wyłączony z zawodów.
| Rok     | 2000 | 2002 | 2003 | 2004              | 2005 | 2006 | 2007 | 2008 | 2009 |
| ------- | ---- | ---- | ---- | ----------------- | ---- | ---- | ---- | ---- | ---- |
| Pozycja | 4.   |      |      | / dyskwalifikacja |      |      |      |      |      |

### Osiągnięcia jako strongman
- 1999

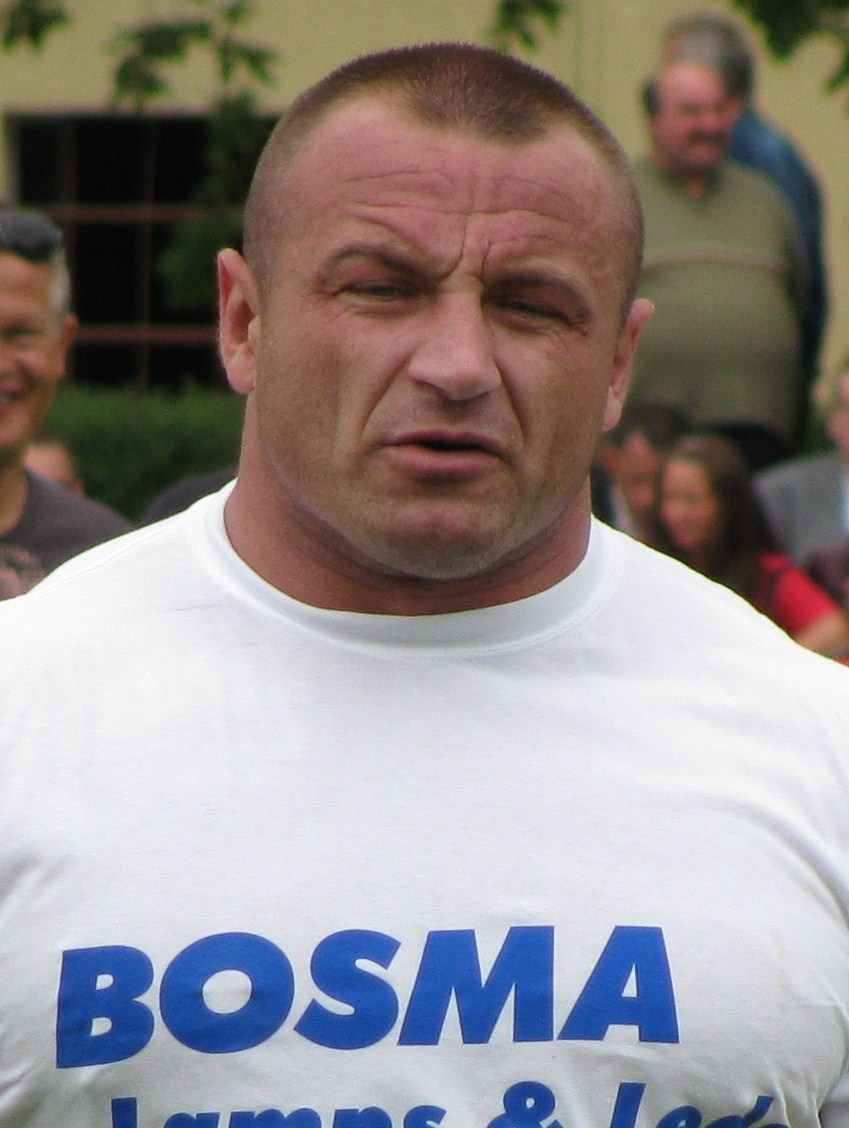
Mariusz Pudzianowski w Spacerze buszmena (2009)

  - 1. miejsce – Puchar Polski Strongman 1999 (pierwsza edycja Warka Strongman)
  - 3. miejsce – Drużynowe Mistrzostwa Świata Par Strongman 1999, Panyu, Chiny (z Jarosławem Dymkiem)
- 2000
  - 1. miejsce – Puchar Świata
  - 1. miejsce – Mistrzostwa Polski Strongman 2000
  - 4. miejsce – Mistrzostwa Świata Strongman 2000, Sun City, RPA
  - 2. miejsce – Drużynowe Mistrzostwa Świata Par Strongman 2000, Węgry (z Jarosławem Dymkiem)
- 2002
  - 3. miejsce – Drużynowe Mistrzostwa Świata Par Strongman 2002, Heerenveen, Holandia (z Jarosławem Dymkiem)
  - 1. miejsce – Mistrzostwa Europy Strongman 2002, Gdynia
  - 2. miejsce – Finał Pucharu Polski Strongman 2002, Ostrów Wielkopolski
  - 1. miejsce – Mistrzostwa Świata Strongman 2002, Kuala Lumpur, Malezja
  - 1. miejsce – Giganci Świata
  - 5. miejsce – Super Seria 2002: Sztokholm
  - 2. miejsce – Pierwsze zawody Polska kontra Reszta Świata
- 2003
  - 3. miejsce – Super Seria 2003: Oahu
  - 1. miejsce – Super Seria 2003: Hawaje
  - 4. miejsce – Arnold Strongman Classic, Columbus, USA
  - 1. miejsce – Super Seria 2003: Silvonde
  - 1. miejsce – Mistrzostwa Polski Strongman 2003
  - 1. miejsce – Mistrzostwa Europy Strongman 2003, Sandomierz
  - 2. miejsce – Super Seria 2003: North Bay
  - 2. miejsce – Super Seria 2003: Imatra
  - 2. miejsce – Mistrzostwa World Muscle Power
  - 1. miejsce – Mistrzostwa Świata Strongman 2003, Wodospady Wiktorii, Zambia
  - 1. miejsce – World Record Breakers, Gdynia
  - 1. miejsce – Drużynowe Mistrzostwa Świata Par Strongman 2003, Węgry (z Jarosławem Dymkiem)
  - 1. miejsce – Finał Pucharu Polski Strongman 2003, Piła
  - 1. miejsce – Drugie zawody Polska kontra Reszta Świata
- 2004
  - 5. miejsce – Arnold Strongman Classic, Columbus, USA
  - 1. miejsce – Finał Pucharu Polski Strongman 2004, Szczecin
  - 1. miejsce – Super Seria 2004: Moskwa
  - 1. miejsce – Mistrzostwa Polski Strongman 2004
  - 1. miejsce – Mistrzostwa Europy Strongman 2004, Jelenia Góra
  - 3. miejsce / dyskwalifikacja za doping[16] – Mistrzostwa Świata Strongman 2004, Paradise Island, Bahamy
  - 1. miejsce – Drużynowe Mistrzostwa Świata Par Strongman 2004, Płock (z Jarosławem Dymkiem)
  - 1. miejsce – Polska – Skandynawia, Dąbrowa Górnicza
  - 2. miejsce – Pierwsze zawody Polska kontra Ukraina
  - 1. miejsce – Trzecie zawody Polska kontra Reszta Świata
- 2005
  - 1. miejsce – Pierwszy Pojedynek Gigantów, Łódź
  - 1. miejsce – Drużynowe Mistrzostwa Świata Par Strongman 2005, Poznań (ze Sławomirem Toczkiem)
  - 1. miejsce – Super Seria 2005: Venice Beach
  - 1. miejsce – Super Seria 2005: Malbork
  - 1. miejsce – Super Seria 2005: Varberg
  - 1. miejsce – Puchar Świata Siłaczy 2005: Bad Häring
  - 1. miejsce – Super Seria 2005: Mohegan Sun
  - 1. miejsce – Finał Pucharu Polski Strongman 2005, Kielce
  - 2. miejsce – Zawody Północ-Południe, Darłowo
  - 1. miejsce – Mistrzostwa Świata Strongman 2005, Chengdu, Chiny
  - 1. miejsce – Czwarte zawody Polska kontra Reszta Świata
- 2006
  - 1. miejsce – Drugi Pojedynek Gigantów, Łódź
  - 6. miejsce – Arnold Strongman Classic, Columbus, USA
  - 1. miejsce – Puchar Świata Siłaczy 2006: Ryga
  - 1. miejsce – Super Seria 2006: Mohegan Sun
  - 1. miejsce – Puchar Świata Siłaczy 2006: Mińsk
  - 1. miejsce – Super Seria 2006: Moskwa
  - 1. miejsce – Puchar Świata Siłaczy 2006: Moskwa
  - 1. miejsce – Super Seria 2006: Milicz
  - 1. miejsce – Mistrzostwa Polski Strongman 2006, Września
  - 2. miejsce – Mistrzostwa Świata Strongman 2006, Sanya, Chiny
  - 1. miejsce – Puchar Świata Siłaczy 2006: Grodzisk Mazowiecki
  - 1. miejsce – Puchar Świata Siłaczy 2006: Podolsk
- 2007
  - 1. miejsce – Trzeci Pojedynek Gigantów, Łódź
  - 1. miejsce – Super Seria 2007: Mohegan Sun
  - 1. miejsce – Puchar Świata Siłaczy 2007: Ryga
  - 2. miejsce – Super Seria 2007: Venice Beach
  - 1. miejsce – Mistrzostwa Europy Strongman 2007, Łódź
  - 1. miejsce – Super Seria 2007: Viking Power Challenge, Storefjell
  - 1. miejsce – Puchar Świata Siłaczy 2007: Dartford
  - 1. miejsce – Puchar Europy Par Strongman WP 2007, Oleśnica (z Damianem Sierpowskim)
  - 1. miejsce – Puchar Polski Strongman 2007, Strzegom
  - 1. miejsce – Mistrzostwa Polski Strongman 2007, Strzegom
  - 1. miejsce – Mistrzostwa Świata Strongman 2007, Anaheim, USA
- 2008
  - 2. miejsce – Super Seria 2008: Mohegan Sun
  - 1. miejsce – Czwarty Pojedynek Gigantów, Łódź
  - 1. miejsce – WSF Puchar Świata 2008: Irkuck
  - 1. miejsce – Polska kontra Europa, Cieszanów
  - 1. miejsce – Grand Prix Polski Strongman 2008, Radom
  - 1. miejsce – Finał Pucharu Polski Strongman 2008, Kołobrzeg
  - 1. miejsce – Mistrzostwa Europy Strongman 2008, Szczecinek
  - 1. miejsce – Mistrzostwa Polski Strongman 2008, Częstochowa
  - 1. miejsce – Mistrzostwa Świata Strongman 2008, Charleston (Wirginia Zachodnia), USA
- 2009
  - 8. miejsce – Piąty Pojedynek Gigantów, Łódź (kontuzjowany)
  - 1. miejsce – Mistrzostwa Europy Strongman 2009, Bartoszyce
  - 1. miejsce – The Globe’s Strongest Man, Grand Prix Moskwy
  - 1. miejsce – Mistrzostwa Polski Strongman 2009, Trzebiatów
  - 1. miejsce – Mistrzostwa Polski Strongman A-S 2009, Malbork
  - 1. miejsce – Mistrzostwa Polski Strongman w Parach 2009, Krotoszyn (z Januszem Kułagą)
  - 2. miejsce – Mistrzostwa Świata Strongman 2009, Malta
  - 1. miejsce – Halowy Puchar Polski Strongman 2009, Lębork
- 2010
  - 1. miejsce – Halowy Puchar Polski Strongman 2010, Gdańsk

## Rekordy

### Strongman
- Spacer farmera – 100 m
- Spacer farmera 75 m na czas – 30,45 s
- Przerzucanie opony (sześć obrotów w jedną stronę bez dobiegu) – 10,87 s
- Konkurencja wiązana (worki + kowadło) – 20,81 s
- Spacer drwala – 98 m
- Spacer drwala z tarczą – 187,47 m
- Schody równoległe – 19,69 s
- Zegar – 1 380°

### Trójbój siłowy
- Wyciskanie leżąc: 295 kg.
- Przysiad ze sztangą: 350 kg.
- Martwy ciąg: 415 kg[17].

## Kariera MMA

### Początki treningów i pierwsze zawodowe walki

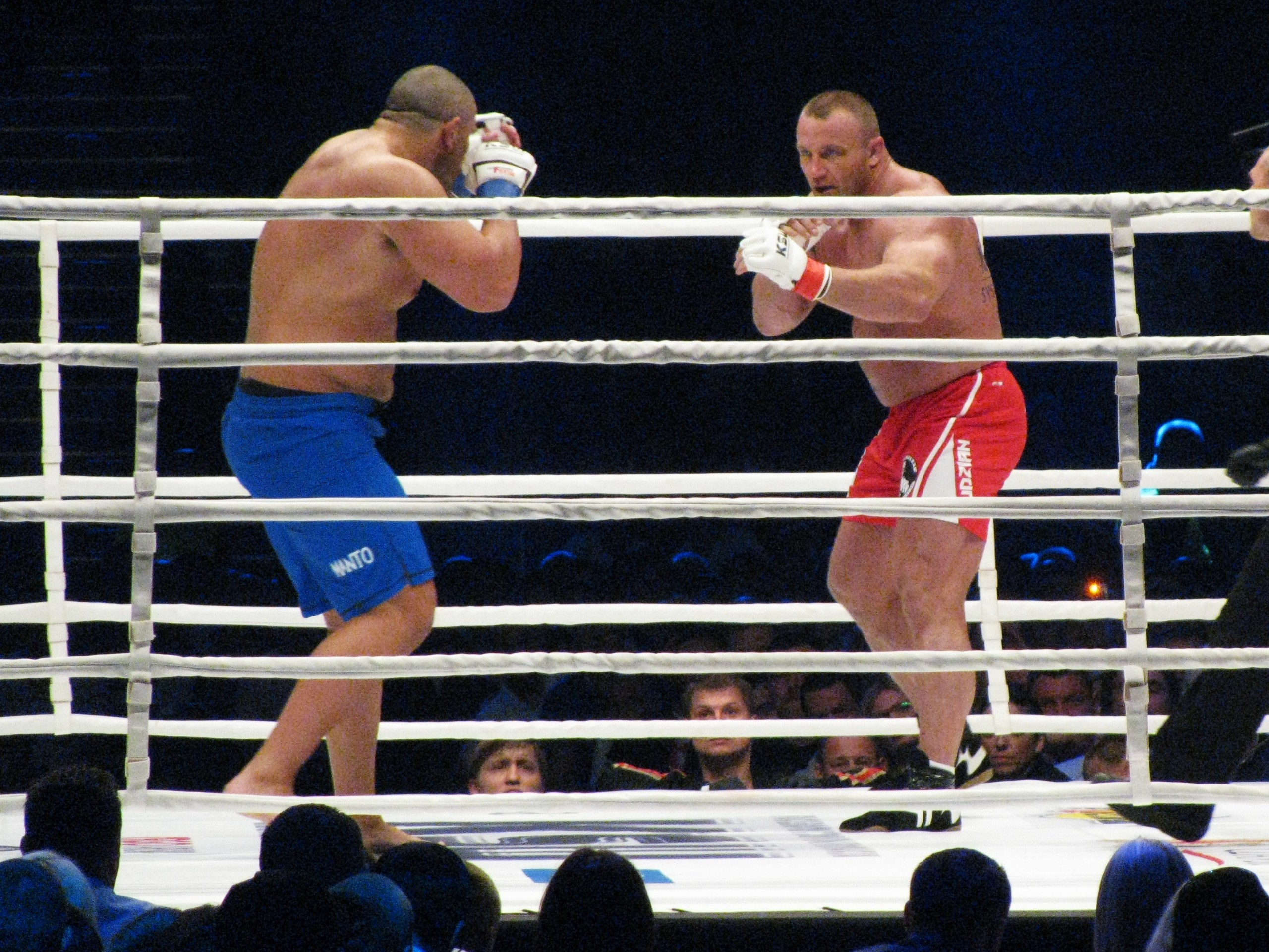
Mariusz Pudzianowski w pierwszej walce z Jamesem Thompsonem (maj 2011)

Treningi MMA rozpoczął po zakończeniu kariery jako strongman, twierdząc, że „osiągnął już wszystko”. Po wielu latach amatorskich treningów sportów walki, chciał spróbować swych sił w oficjalnym pojedynku. 11 grudnia 2009 na gali KSW 12, na warszawskim Torwarze stoczył debiutancką walkę w formule MMA z pięściarzem Marcinem Najmanem. Do walki przygotowywał go między innymi Mirosław Okniński i Piotr Kroczewski. Pudzianowski zapowiadał wykorzystanie swojego największego atutu, siły fizycznej i pokonanie rywala w parterze. „Pudzian” wygrał z Najmanem przez TKO w 43. sekundzie walki, wykorzystując niskie kopnięcia, a następnie uderzenia pięściami w parterze.
7 maja 2010, podczas KSW 13: Kumite pokonał Japończyka Yūsuke Kawaguchi przez jednogłośną decyzję sędziów po dwurundowym pojedynku.

### Walka w USA i nowy kontrakt z KSW
21 maja 2010 w Worcester w walce w ramach Moosin: God of Martial Arts przegrał przez poddanie na skutek ciosów w parterze z dwukrotnym mistrzem UFC, Timem Sylvią.
Cztery miesiące później, 18 września 2010, podczas gali KSW 14: Dzień Sądu pokonał przez poddanie ważącego ponad 80 kg więcej boksera Erica Escha.
W 2011 podpisał z KSW kontrakt na dwie kolejne walki. Pierwszą z nich stoczył 21 maja 2011 w Ergo Arenie, gdy przegrał przez poddanie z Brytyjczykiem Jamesem Thompsonem. We wrześniu wyjechał na treningi do USA, gdzie na Florydzie trenował w klubie mieszanych sztuk walki – American Top Team.
26 listopada na gali KSW 17, w walce rewanżowej z Jamesem Thompsonem, w wyniku pomyłki jednego z sędziów punktowych, doszło do błędnego ogłoszenia wygranej Polaka. Ostatecznie, walka została uznana za nieważną.
Od stycznia 2012 ponownie przebywał na Florydzie, gdzie trenował w klubie American Top Team. 12 maja 2012 wystąpił w walce wieczoru na gali KSW 19, podczas której pokonał Boba Sappa przez TKO w 1. rundzie. Wówczas jego waga wynosiła 123 kg.

### 2012-2015
Kolejną walkę stoczył 15 września 2012, na gali KSW 20. Pokonał w niej przez nokaut techniczny (ciosy pięściami) Christosa Piliafasa. 
16 grudnia na gali MMC Fight Club miał zmierzyć się w Londynie z Tyberiuszem Kowalczykiem, który nominalnie miał stoczyć walkę w formule K-1 z Marcinem Najmanem, lecz Najman zrezygnował z pojedynku ze względu na „niewywiązanie się z ustaleń, organizatorów tej walki”. Do walki z Pudzianowskim także nie doszło, ponieważ organizatorzy gali nie wywiązali się ze zobowiązań.
8 czerwca 2013 na KSW 23 przegrał przez poddanie w 1. rundzie z Seanem McCorkle. Po tej porażce zmienił częściowo sztab trenerski. Jego głównym trenerem został Piotr Jeleniewski. Do rewanżu obu zawodników doszło 28 września 2013 na KSW 24 w Łodzi. Pudzianowski udanie zrewanżował się Amerykaninowi, wygrywając z nim po dwóch rundach jednogłośną decyzją sędziów.
17 maja 2014 podczas pierwszej gali KSW, na której walki odbywały się w okrągłej klatce, wygrał przez jednogłośną decyzję sędziów z byłym strongmanem oraz zawodnikiem UFC, Brytyjczykiem Olim Thompsonem.
6 grudnia 2014 zmierzył się z mistrzem olimpijskim w judo, Pawłem Nastulą. Po dwóch rundach sędziowie ogłosili remis, natomiast podczas trzyminutowej dogrywki Pudzian, dominując byłego olimpijczyka, wygrał walkę.
25 maja 2015 w Gdańskiej Ergo Arenie zmierzył się z Rollesem Gracie. Zwyciężył przez widowiskowy nokaut w 27. sekundzie walki. Walka została uznana za nokaut wieczoru gali KSW 31.

### Walka na pierwszej zagranicznej gali KSW i kariera do 2017
31 października 2015 podczas pierwszej zagranicznej gali federacji KSW w Londynie po serii czterech wygranych walk z rzędu, mimo dominacji w pierwszej rundzie, przegrał w drugiej minucie drugiej rundy z mistrzem Australii w wadze ciężkiej w boksie oraz legendą K-1 Australijczykiem Peterem Grahamem.
27 maja 2016 na gali KSW 35 stoczył walkę ze znanym kick-bokserem, Marcinem Różalskim. W 1:46 sekundzie drugiej rundy przegrał przez duszenie gilotynowe.
3 grudnia 2016 w krakowskiej Tauron Arenie podczas KSW 37 Circus of Pain zmierzył się z powracającym na ring raperem, Pawłem „Popkiem” Mikołajuwem. Zwyciężył w 80. sekundzie walki przez techniczny nokaut.
27 maja 2017 podczas historycznej gali KSW 39 Colosseum zorganizowanej na Stadionie Narodowym w Warszawie przy publiczności ponad 56 tysięcy widzów wygrał przez poddanie z byłym strongmanem Tyberiuszem Kowalczykiem.

### Niedoszła walka z McSweeneyem, eliminator do walki o pas
22 października 2017 podczas zagranicznej gali KSW 40 w Dublinie Mariusz Pudzianowski miał się zmierzyć z wywodzącym się z kickboxingu Jamesem McSweeneyem. Jednak ze względu na zablokowanie Anglika przez Irlandzką organizację zajmującą się zdrowiem zawodników SafeMMA Pudzianowski stoczył pojedynek ze znanym z trylogii z byłym mistrzem KSW Michałem Materlą, Jayem Silvą. Po widowiskowym starciu „Pudzian” wygrał walkę przez większościową decyzję sędziów.
9 czerwca 2018 podczas gali KSW 44 w ERGO Arenie w Gdańsku stoczył walkę z Karolem Bedorfem. Walka była eliminatorem do walki o mistrzostwo KSW w wadze ciężkiej. „Pudzian” przegrał w drugiej minucie pierwszej rundy przez poddanie (kimura).
23 marca 2019 na gali KSW 47: The X -Warriors przegrał w pierwszej rundzie z byłym sztangistą Szymonem Kołeckim przez kontuzję zerwania mięśnia dwugłowego uda.

### Najdłuższa seria zwycięstw i porażek
9 listopada 2019 podczas gali KSW 51 w Chorwacji znokautował bośniackiego kulturystę Erko Juna w drugiej rundzie.
21 marca 2021 na gali KSW 59 w Łodzi znokautował serbskiego zawodnika judo i sambo, Nikole Milanovicia, którego była to debiutancka walka. Pierwotnie przeciwnikiem „Pudziana” miał być senegalski zapaśnik Serigne Ousmane Dia „Bombardier", który w dniu walki doznał ostrego ataku wyrostka robaczkowego i został hospitalizowany.
5 czerwca 2021 podczas gali KSW 61: To Fight or Not To Fight w Gdańsku, w Ergo Arenie zmierzył się z wieloletnim weteranem oraz komentatorem KSW – Łukaszem Jurkowskim. Zwyciężył przez techniczny nokaut w 3 rundzie.
24 października 2021 podczas wydarzenia KSW 64 doszło do pojedynku z niedoszłym Senegalskim „Bombardierem”. Walka zakończyła się przez błyskawiczny nokaut już po 18-stu sekundach, kiedy to „Pudzian” trafił rywala ciosem prawym prostym.
28 maja 2022 w walce wieczoru gali KSW 70 rękawice skrzyżował z byłym mistrzem KSW wagi średniej, Michałem Materlą. Walka zakończyła się przez nokaut już w pierwszej rundzie, po tym jak popularny „Pudzian” wystrzelił ciosem podbródkowym, nokautując zawodnika ze Szczecina. Starcie odbyło się w wadze ciężkiej. Po walce otrzymał drugi w karierze bonus za nokaut wieczoru.
17 grudnia 2022 podczas walki wieczoru XTB KSW 77, która odbyła się w Arenie Gliwice, zmierzył się z byłym mistrzem KSW w wadze półciężkiej (2009–2011) oraz średniej (2015–2018, 2020–2021), Mamedem Chalidowem. Do tej walki wyjątkowo nie przygotował go jego wieloletni trener, Arbi Szamajew, który ma bliskie relacje z Chalidowem. „Pudzian” przegrał przez techniczny nokaut w pierwszej rundzie, odklepując serię ciosów Chalidowa w parterze.
25 marca 2023 w warszawskim hotelu Sheraton zdobył jedną z najważniejszych nagród w polskim MMA, heraklesa w kategorii Nokaut Roku 2022.
Podczas gali XTB KSW Colosseum 2, która odbyła się 3 czerwca 2023 na warszawskim Stadionie PGE Narodowym stoczył walkę ze specjalizującym się w boksie Arturem Szpilką. Po kontroli parterowej w pierwszej rundzie przegrał w kolejnej przez techniczny nokaut, po tym jak rywal trafił Pudzianowskiego lewym sierpowym, który powalił go na deski, a Szpilka zdążył zadać jeszcze kończące ciosy w parterze.
We wrześniu 2024 roku zapowiedział występ podczas jubileuszowej gali XTB KSW 100, która odbyła się 16 listopada w PreZero Arenie Gliwice. Tego samego miesiąca organizacja oficjalnie zaprezentowała „Pudziana” na karcie walk tego wydarzenia. Pod koniec października na swoich mediach społecznościowych ogłosił, że wycofuje się z występu.
26 kwietnia 2025 w gliwickiej PreZero Arenie, zmierzył się z brytyjskim strongmanem, Eddiem Hallem podczas wydarzenia XTB KSW 105. Walka odbyła się na niestandardowych zasadach, gdyż była zakontraktowana na dwie rundy, które mogły trwać 4 minuty, a przerwa między nimi wynosić mogła aż 90 sekund. Ostatecznie starcie zakończyło się w 30 sekundzie, kiedy to Anglik pokonał „Pudziana” przez techniczny nokaut ciosami w parterze.

## Lista zawodowych walk w MMA
| Wynik     | Bilans    | Przeciwnik (bilans przed walką) | Rozstrzygnięcie                                  | Runda | Czas | Rozgrywki                              | Data       | Miejsce      | Uwagi                                                                                                  |
| --------- | --------- | ------------------------------- | ------------------------------------------------ | ----- | ---- | -------------------------------------- | ---------- | ------------ | --- |
| Przegrana | 17-10 (1) | Eddie Hall (0-0)                | TKO (ciosy pięściami w parterze)                 | 1     | 0:30 | XTB KSW 105: Bartosiński vs. Grzebyk 2 | 26.04.2025 | Gliwice      | Pojedynek w wadze superciężkiej. Specjalne zasady - 2 rundy po 4 minuty. Co-Main Event                 |
| Przegrana | 17-9 (1)  | Artur Szpilka (2-0)             | TKO (lewy sierpowy i ciosy pięściami w parterze) | 2     | 0:31 | XTB KSW 83: Colosseum 2                | 03.06.2023 | Warszawa     | Co-Main Event                                                                                          |
| Przegrana | 17-8 (1)  | Mamed Chalidow (35-8-2)         | TKO (poddanie po ciosach w parterze)             | 1     | 1:54 | XTB KSW 77: Khalidov vs. Pudzianowski  | 17.12.2022 | Gliwice      | Main Event.                                                                                            |
| Wygrana   | 17-7 (1)  | Michał Materla (31-8)           | KO (prawy podbródkowy)                           | 1     | 1:47 | KSW 70: Pudzian vs. Materla            | 28.05.2022 | Łódź         | Bonus za nokaut wieczoru. Main Event                                                                   |
| Wygrana   | 16-7 (1)  | Serigne Ousmane Dia (2-0)       | KO (prawy prosty)                                | 1     | 0:18 | KSW 64: Przybysz vs. Santos            | 23.10.2021 | Łódź         | Pojedynek w kategorii open. Co-Main Event                                                              |
| Wygrana   | 15-7 (1)  | Łukasz Jurkowski (17-11)        | TKO (ciosy pięściami w parterze)                 | 3     | 1:32 | KSW 61: To Fight or Not To Fight       | 05.06.2021 | Gdańsk/Sopot | Main Event                                                                                             |
| Wygrana   | 14-7 (1)  | Nikola Milanović (0-0)          | TKO (ciosy pięściami w parterze)                 | 1     | 1:12 | KSW 59: Fight Code                     | 20.03.2021 | Łódź         | Pojedynek w wadze superciężkiej. Main Event                                                            |
| Wygrana   | 13-7 (1)  | Erko Jun (3-0)                  | TKO (ciosy pięściami w parterze)                 | 2     | 2:32 | KSW 51: Croatia                        | 09.11.2019 | Zagrzeb      | Main Event                                                                                             |
| Przegrana | 12-7 (1)  | Szymon Kołecki (6-1)            | TKO (kontuzja)                                   | 1     | 4:24 | KSW 47: The X-Warriors                 | 23.03.2019 | Łódź         | Co-Main Event                                                                                          |
| Przegrana | 12-6 (1)  | Karol Bedorf (14-3)             | Poddanie (kimura)                                | 1     | 1:51 | KSW 44: The Game                       | 09.06.2018 | Gdańsk/Sopot | Eliminator do walki o międzynarodowe mistrzostwo KSW w wadze ciężkiej. Main Event                      |
| Wygrana   | 12-5 (1)  | Jay Silva (10-11-1)             | Decyzja (większościowa)                          | 3     | 5:00 | KSW 40: Dublin                         | 22.10.2017 | Dublin       | Main Event                                                                                             |
| Wygrana   | 11-5 (1)  | Tyberiusz Kowalczyk (3-0)       | TKO (poddanie po ciosie łokciem)                 | 2     | 2:50 | KSW 39: Colosseum                      | 27.05.2017 | Warszawa     | Co-Main Event                                                                                          |
| Wygrana   | 10-5 (1)  | Paweł Mikołajuw (2-1)           | TKO (ciosy pięściami)                            | 1     | 1:20 | KSW 37: Circus of Pain                 | 03.12.2016 | Kraków       | Co-Main Event                                                                                          |
| Przegrana | 9-5 (1)   | Marcin Różalski (5-4)           | Poddanie (duszenie gilotynowe)                   | 2     | 1:46 | KSW 35: Khalidov vs. Karaoglu          | 27.05.2016 | Gdańsk/Sopot | Co-Main Event                                                                                          |
| Przegrana | 9-4 (1)   | Peter Graham (11-9)             | TKO (ciosy pięściami i łokciami)                 | 2     | 2:00 | KSW 32: Road to Wembley                | 31.10.2015 | Londyn       | Main Event                                                                                             |
| Wygrana   | 9-3 (1)   | Rolles Gracie (8-3)             | KO (cios pięścią)                                | 1     | 0:27 | KSW 31: Materla vs. Drwal              | 23.05.2015 | Gdańsk/Sopot | Bonus za nokaut wieczoru. Co-Main Event                                                                |
| Wygrana   | 8-3 (1)   | Paweł Nastula (5-5)             | Decyzja (jednogłośna)                            | 3     | 3:00 | KSW 29: Reload                         | 06.12.2014 | Kraków       | Co-Main Event                                                                                          |
| Wygrana   | 7-3 (1)   | Oli Thompson (12-6)             | Decyzja (jednogłośna)                            | 2     | 5:00 | KSW 27: Cage Time                      | 17.05.2014 | Gdańsk/Sopot | Co-Main Event                                                                                          |
| Wygrana   | 6-3 (1)   | Sean McCorkle (17-5)            | Decyzja (jednogłośna)                            | 2     | 5:00 | KSW 24: Starcie Gigantów               | 28.09.2013 | Łódź         | Main Event                                                                                             |
| Przegrana | 5-3 (1)   | Sean McCorkle (16-5)            | Poddanie (kimura)                                | 1     | 1:57 | KSW 23: Królewskie Rozdanie            | 08.06.2013 | Gdańsk/Sopot | Co-Main Event                                                                                          |
| Wygrana   | 5-2 (1)   | Christos Piliafas (4-1)         | TKO (ciosy pięściami)                            | 1     | 3:48 | KSW 20: Symfonia Walki                 | 15.09.2012 | Gdańsk/Sopot | Main Event                                                                                             |
| Wygrana   | 4-2 (1)   | Bob Sapp (11-12)                | TKO (ciosy pięściami)                            | 1     | 0:39 | KSW 19: Pudzianowski vs. Sapp          | 12.05.2012 | Łódź         | Main Event                                                                                             |
| Nieodbyta | 3-2 (1)   | James Thompson (16-14)          | No contest (pomyłka sędziego)                    | 2     | 5:00 | KSW 17: Zemsta                         | 26.11.2011 | Łódź         | W wyniku pomyłki sędziów, zamiast zarządzenia dogrywki, zwycięstwo przyznano Pudzianowi. Co-Main Event |
| Przegrana | 3-2       | James Thompson (15-14)          | Poddanie (duszenie trójkątne rękoma)             | 2     | 1:06 | KSW 16: Khalidov vs. Lindland          | 21.05.2011 | Gdańsk/Sopot | Co-Main Event                                                                                          |
| Wygrana   | 3-1       | Eric Esch (12-7-1)              | Poddanie (ciosy pięściami)                       | 1     | 1:16 | KSW 14: Dzień Sądu                     | 18.09.2010 | Łódź         | Main Event                                                                                             |
| Przegrana | 2-1       | Tim Sylvia (25-6)               | Poddanie (ciosy pięściami)                       | 2     | 1:43 | Moosin: God of Martial Arts            | 21.05.2010 | Worcester    | Main Event                                                                                             |
| Wygrana   | 2-0       | Yūsuke Kawaguchi (11-1)         | Decyzja (jednogłośna)                            | 2     | 5:00 | KSW 13: Kumite                         | 07.05.2010 | Katowice     | Co-Main Event                                                                                          |
| Wygrana   | 1-0       | Marcin Najman (0-0)             | TKO (poddanie się rywala po ciosach pięściami)   | 1     | 0:43 | KSW 12: Pudzianowski vs. Najman        | 11.12.2009 | Warszawa     | Debiut w MMA                                                                                           |

## Kariera muzyczna

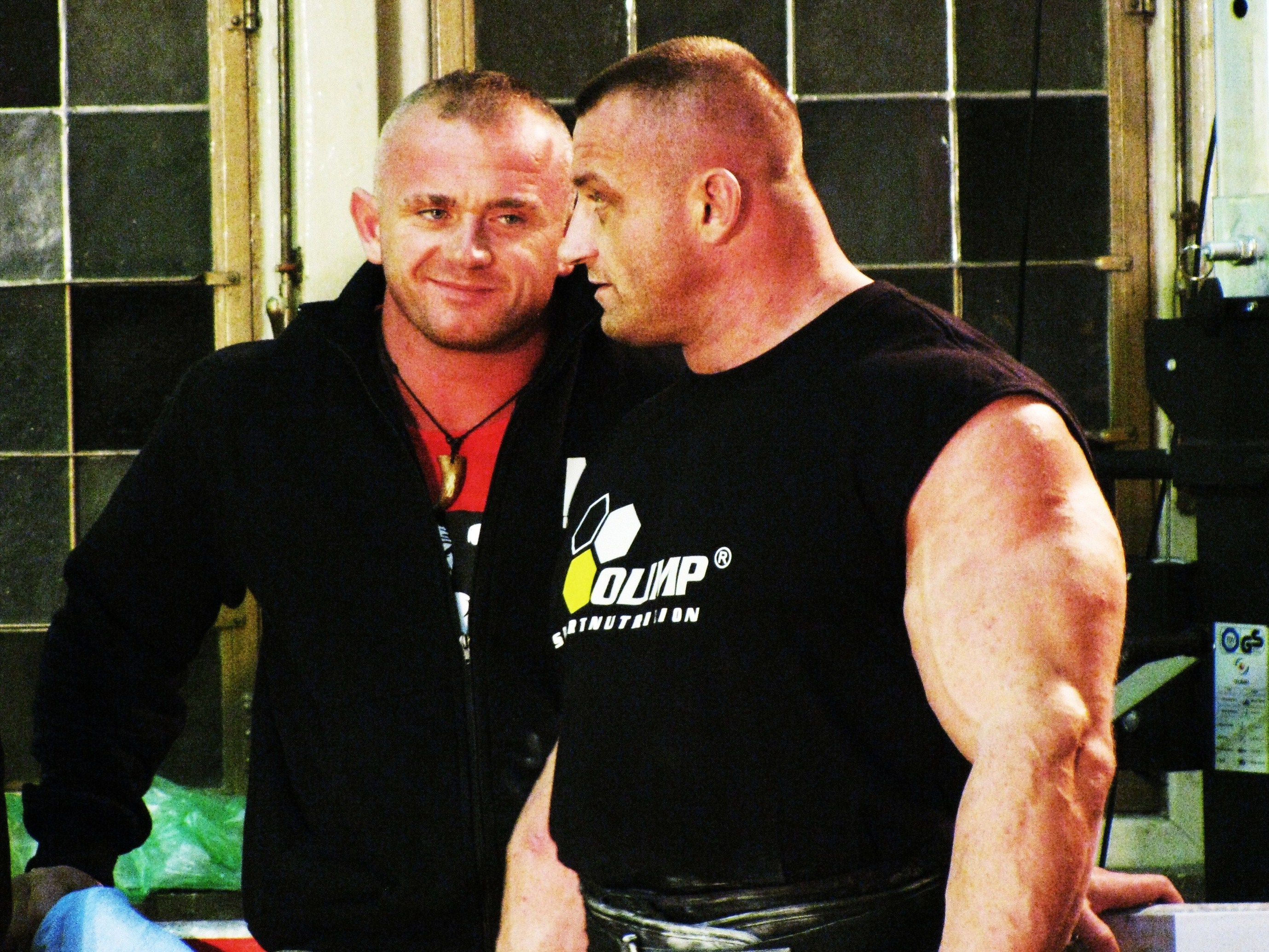
Mariusz Pudzianowski z bratem Krystianem

Brat Mariusza Pudzianowskiego, Krystian, w 2005 założył zespół muzyczny Pudzian Band. Wspólnie nagrali teledysk do piosenki „Zdobyć świat”, która promowała ich pierwszą płytę. Mariusz Pudzianowski wychodził do swoich walk w rytm piosenek wykonywanych przez brata, np. „Dawaj na ring”.

### Dyskografia
| Rok  | Wytwórnia       | Tytuł albumu        |
| ---- | --------------- | ------------------- |
| 2006 | Hit’n’Hot Music | Zdobyć świat        |
| 2007 | Hit’n’Hot Music | Po prostu sobą bądź |
| 2007 | Hit’n’Hot Music | Baila Me... Yeh Yeh |

### Teledyski
- „Dawaj na ring” (Pudzian Band)
- „Zdobyć Świat” (Pudzian Band)
- „Po prostu sobą bądź” (Pudzian Band)
- „Takich już nie ma” (A2)
- „Cała sala”
- „Czuję kiedy jesteś”

## Programy telewizyjne
W 2003 wystąpił gościnnie w specjalnym odcinku programu Twoja droga do gwiazd. Był uczestnikiem siódmej edycji programu rozrywkowego TVN Taniec z gwiazdami (2008) i pierwszego sezonu programu Polsatu Just the Two of Us. Tylko nas dwoje (2010); w obu konkursach zajął drugie miejsce w finale. Odrzucił propozycję występu w programie Gwiazdy tańczą na lodzie. Był także uczestnikiem programu TVP2 Przygarnij mnie (2016) i jurorem programu Polsatu The Brain. Genialny umysł (2017).

## Filmografia
- 2004: Na Wspólnej odc. 324, 346, 350, 358, 373–374 jako Przemek Zieliński, kolega Grzegorza Zięby
- 2004: Dziki odc. 8 jako wynajęty zabójca
- 2004: Camera Café odc. 53 (epizod 2) jako chłopak Beaty
- 2005: Nie ma takiego numeru jako „Siłacz”
- 2007: Faceci do wzięcia odc. 37 jako Terkowski, kulturysta w reklamie maszynki do golenia
- 2007: Niania odc. 61 jako Dominik, właściciel restauracji
- 2008: Daleko od noszy odc. 166 jako Juliusz, miłość siostry Basen
- 2014: Sąsiady jako wikary
- 2019: Mały Grand Hotel odc. 1 jako ochroniarz Horacy
- 2024: Gąska odc. 6 jako on sam